# Nonstop
Nonstop hay non-stop là thuật ngữ dùng để chỉ một bản nhạc được phối (mix) từ nhiều bài hát khác nhau một cách liền mạch (tương tự như liên khúc), thường được dùng trong giới DJ, phối nhạc Vinahouse (một nhánh nhỏ của dòng nhạc sàn) ở Việt Nam.